# كأس ليختنشتاين 1997–98
كأس ليختنشتاين 1997–98 هو الموسم 53 من كأس ليختنشتاين. أشرف على تنظيمه اتحاد ليختنشتاين لكرة القدم، وفاز فيه نادي فادوتس.